# Lüdersdorf (Wriezen)
 Lüdersdorf  ist ein Ortsteil der Stadt Wriezen im Landkreis Märkisch-Oderland in Brandenburg.

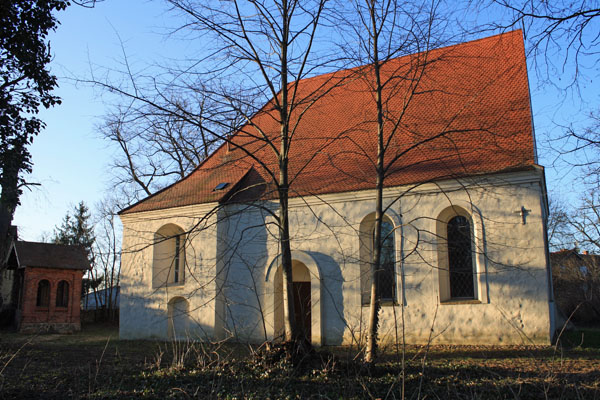
Dorfkirche Lüdersdorf

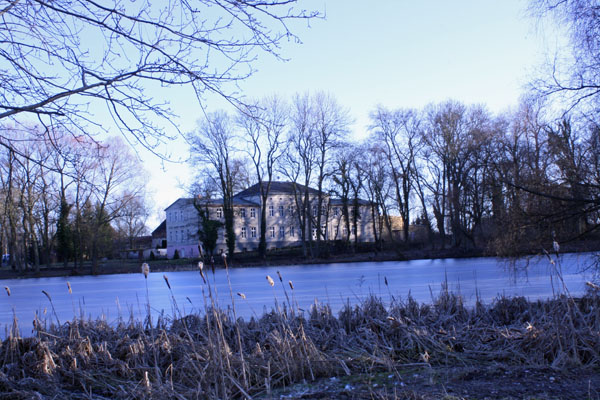
Lüdersdorf Gutspark

## Geografie
Der Ort liegt südwestlich der Kernstadt Wriezen an der Landesstraße L 341. Östlich verläuft die B 167 und südöstlich die L 33. Nördlich und östlich von Lüdersdorf erstreckt sich das rund 140 ha große Naturschutzgebiet Trockenrasen Wriezen und Biesdorfer Kehlen.

## Geschichte

### Eingemeindungen
Am 1. Januar 1974 erfolgte der Zusammenschluss der damals selbständigen Gemeinde Lüdersdorf mit Biesdorf zu Lüdersdorf/Biesdorf. Diese Gemeinde wurde am 31. Dezember 1997 nach Wriezener Höhe eingemeindet. Diese Gemeinde wurde am 26. Oktober 2003 in die Stadt Wriezen eingegliedert.

### Ortshistorie
Schon 1300 gehörte Lüdersdorf dem Nonnen-Kloster Friedland, bis zu deren Säkularisation. Hiernach fiel es dem Kurfürsten anheim, der es mit den anderen Klostergütern an den einflussreichen Joachim von Roebel zu Buch und folgend dessen Erben gab. Gegen Ende des 16. Jahrhunderts ging der Besitz an Ehrenreich von Löbel. Die späteren adeligen Besitzer waren dann 1671 Leonhardt Johann von Essen, 1724 Erasmus von Seydel/Major Friedrich von Seydel; Wert 21.104 Taler, Schulden 12.500 Taler. 1750 übernahm samt Verbindlichkeiten Frau Etatsräthin  Marianna Karoline von Marschall, geborene von Boerstell, Witwe des Ministers Samuel von Marschall auf Altranft, Dahlwitz etc. sowie Palaiseigentümer in Berlin-Mitte. Frau von Marschall-Lüdersdorf entdeckte auch den Kalkstein bei Taßdorf (Tasdorf, heute Ortsteil von Rüdersdorf bei Berlin), der Fiskus verhinderte aber per Erlass den Abbau. 1803 war der verwandte Kammerherr Heinrich August von Marschall Gutsherr. Diese Familie von Marschall nannte sich auch Marschall von Chlotdoderich und stammte ursprünglich aus Schottland, erhielt 1717 in Preußen die Adelsbestätigung. 1826/1827 wurde das Gut von Familie Thaer erworben. Käufer war Albrecht Daniel Thaer, der es mit Biesdorf eigentlich für seinen Sohn Albrecht Philipp Thaer vorsah aber dann seinem Schwiegersohn und faktischen Mitarbeiter Franz Körte gab. Seit 1850 ist die Familie Kögel (Koegel) auf Lüdersdorf nachgewiesen. „Lüdersdorf war Rittergut und ein Kirchdorf, ¼ Meilen westlich von Wrietzen a. d. O.“ schrieb einst Ernst Fidicin Mitte des 19. Jahrhunderts. Lüdersdorf war lange kein allodialer Besitz, war zuerst nicht eigenständig, sondern war ein Nebengut eines größeren Besitzes, zumeist Altranft, übertraf aber bei weitem die Größe eines Vorwerks.
Nachmals bestand in Lüdersdorf um 1880 immer noch ein 908 ha großes Rittergut, davon im Bestand 121 ha Waldbesitz, immer noch im Eigentum der bürgerlichen Familie Koegel. Ende der 1920er Jahre war das Gut aufgesiedelt und im Besitz der Gemeinnützige Siedlungs- und Treuhand GmbG mit Sitz in Berlin. Vor Ort agierte ein Landwirt als Verwalter.
Von Mitte des 15. Jahrhunderts bis 1952 gehörte der Ort zum Landkreis Oberbarnim und seinen Vorgängern, zu DDR-Zeiten zum DDR-Bezirk Frankfurt/Oder.

## Persönlichkeiten
- Michael Succow (* 1941), Biologe, in Lüdersdorf geboren und aufgewachsen
- Emil Karow (* 1871; † 1954), ev. Bischof, war Pfarrer in Lüdersdorf[13]
- Albrecht Conrad Thaer (* 1828; † 1906), in Lüdersdorf geboren und aufgewachsen
- Franz Heinrich Friedrich Körte (* 1782; † 1845), Naturwissenschaftler, Mitgutsinhaber und in Lüdersdorf gestorben

## Sehenswürdigkeiten
- In der Liste der Baudenkmale in Wriezen sind für Lüdersdorf vier Baudenkmale aufgeführt.
- In der Liste der Bodendenkmale in Wriezen sind für Lüdersdorf drei Bodendenkmale aufgeführt.
- In der Liste der Naturdenkmale im Landkreis Märkisch-Oderland ist für Lüdersdorf kein Naturdenkmal aufgeführt.